# Tricypha popayana
Tricypha popayana är en fjärilsart som beskrevs av Paul Dognin 1923. Tricypha popayana ingår i släktet Tricypha och familjen björnspinnare. Inga underarter finns listade i Catalogue of Life.